# Шорт-трек на зимних Олимпийских играх 2018 — 500 метров (мужчины)
Соревнования по шорт-трек среди мужчин на дистанции 500 метров на зимних Олимпийских играх 2018 пройдут 20 и 22 февраля в ледовом зале «Кёнпхо». В соревновании выступят 32 спортсмена из 15 стран. Квалификация на Игры осуществлялась по итогам четырёх этапов Кубка мира 2017/2018.
Действующим олимпийским чемпионом является российский конькобежец Виктор Ан.

## Медалисты
| Золото         | Серебро                      | Бронза                       |
| У Дацзин Китай | Хван Дэ Хон Республика Корея | Лим Хё Джун Республика Корея |

## Расписание
Время местное (UTC+9)
| Дата       | Время | Раунд                         |
| ---------- | ----- | ----------------------------- |
| 20 февраля | 19:00 | Квалификация                  |
| 22 февраля | 19:00 | Четвертьфинал Полуфинал Финал |

## Рекорды
До начала зимних Олимпийских игр 2018 года мировой и олимпийский рекорды были следующими:
| Мировой рекорд     | Джон Сельски (USA) | 39,937 | Калгари  | 21 октября 2012 |
| Олимпийский рекорд | Шарль Амлен (CAN)  | 40,770 | Ванкувер | 25 февраля 2010 |

## Результаты

### Квалификация
В квалификационном раунде участвуют 32 спортсмена, разделённые на 8 забегов по 4 конькобежца в каждом. В следующий раунд соревнований выходят по 2 лучших спортсмена из каждого забега.

#### Забег 1
| Место | Спортсмен      | Страна    | Время     | Отставание | Примечание |
| ----- | -------------- | --------- | --------- | ---------- | ---------- |
| 1     | У Дацзин       | Китай     | 40,264 OR | +0,000     | Q          |
| 2     | Бартош Конопко | Польша    | 41,039    | +0,775     | Q          |
| 3     | Энди Джун      | Австралия | 1:03,137  | +22,873    |            |
| 4     | Тибо Фоконне   | Франция   | 1:04,756  | +24,492    |            |
| —     | Аарон Трэн     | США       | PEN       | PEN        | PEN        |

#### Забег 2
| Место | Спортсмен         | Страна  | Время  | Отставание | Примечание |
| ----- | ----------------- | ------- | ------ | ---------- | ---------- |
| 1     | Самюэль Жирар     | Канада  | 40,493 | +0,000     | Q          |
| 2     | Робертс Звейниекс | Латвия  | 40,563 | +0,070     | Q          |
| 3     | Юрий Конфортола   | Италия  | 40,869 | +0,376     |            |
| 4     | Владислав Быканов | Израиль | 47,177 | +6,684     |            |

#### Забег 3
| Место | Спортсмен       | Страна           | Время    | Отставание | Примечание |
| ----- | --------------- | ---------------- | -------- | ---------- | ---------- |
| 1     | Со И Ра         | Республика Корея | 40,438   | +0,000     | Q          |
| 2     | Дилан Хогенверф | Нидерланды       | 40,657   | +0,219     | Q          |
| 3     | Себастьен Лепап | Франция          | 40,900   | +0,462     |            |
| 4     | Виктор Кнох     | Венгрия          | 1:06,040 | +25,602    |            |

#### Забег 4
| Место | Спортсмен    | Страна           | Время  | Отставание | Примечание |
| ----- | ------------ | ---------------- | ------ | ---------- | ---------- |
| 1     | Лим Хё Джун  | Республика Корея | 40,418 | +0,000     | Q          |
| 2     | Дан Бреувсма | Нидерланды       | 40,806 | +0,388     | Q          |
| 3     | Денис Никиша | Казахстан        | 41,436 | +1,018     | ADV        |
| —     | Шарль Амлен  | Канада           | PEN    | PEN        | PEN        |

#### Забег 5
| Место | Спортсмен            | Страна     | Время  | Отставание | Примечание |
| ----- | -------------------- | ---------- | ------ | ---------- | ---------- |
| 1     | Жэнь Цзывэй          | Китай      | 40,294 | +0,000     | Q          |
| 2     | Александр Шульгинов  | ОСР        | 40,585 | +0,291     | Q          |
| 3     | Нурберген Жумагазиев | Казахстан  | 40,748 | +0,454     | ADV        |
| —     | Шинки Кнегт          | Нидерланды | PEN    | PEN        | PEN        |

#### Забег 6
| Место | Спортсмен        | Страна    | Время  | Отставание | Примечание |
| ----- | ---------------- | --------- | ------ | ---------- | ---------- |
| 1     | Шаоан Лю         | Венгрия   | 40,526 | +0,000     | Q          |
| 2     | Рёсукэ Сакадзумэ | Япония    | 40,658 | +0,132     | Q          |
| 3     | Абзал Ажгалиев   | Казахстан | 43,388 | +2,862     | ADV        |
| —     | Павел Ситников   | ОСР       | PEN    | PEN        | PEN        |

#### Забег 7
| Место | Спортсмен      | Страна           | Время  | Отставание | Примечание |
| ----- | -------------- | ---------------- | ------ | ---------- | ---------- |
| 1     | Хван Дэ Хон    | Республика Корея | 40,758 | +0,000     | Q          |
| 2     | Кэйта Ватанабэ | Япония           | 41,678 | +0,920     | Q          |
| 3     | Томас Хон      | США              | 43,096 | +2,338     |            |
| —     | Ён Гван Бом    | КНДР             | PEN    | PEN        | PEN        |

#### Забег 8
| Место | Спортсмен         | Страна  | Время  | Отставание | Примечание |
| ----- | ----------------- | ------- | ------ | ---------- | ---------- |
| 1     | Шаолинь Шандор Лю | Венгрия | 40,650 | +0,000     | Q          |
| 2     | Хань Тяньюй       | Китай   | 40,744 | +0,094     | Q          |
| 3     | Семён Елистратов  | ОСР     | 40,829 | +0,179     |            |
| 4     | Джон-Генри Крюгер | США     | 41,008 | +0,358     |            |

### Четвертьфинал
В четвертьфинале участвуют 16 спортсменов, разделённые на 4 забега по 4 конькобежца в каждом. В полуфинал выходят по 2 лучших спортсмена из каждого забега.

#### Забег 1
| Место | Спортсмен           | Страна    | Время     | Отставание | Примечание |
| ----- | ------------------- | --------- | --------- | ---------- | ---------- |
| 1     | Жэнь Цзывэй         | Китай     | 40,032 OR | +0,000     | Q          |
| 2     | Шаолинь Шандор Лю   | Венгрия   | 40,471    | +0,439     | Q          |
| 3     | Денис Никиша        | Казахстан | 40,806    | +0,774     |            |
| 4     | Александр Шульгинов | ОСР       | 54,498    | +14,466    |            |
| 5     | Бартош Конопко      | Польша    | 1:10,996  | +30,964    |            |

#### Забег 2
| Место | Спортсмен            | Страна           | Время     | Отставание | Примечание |
| ----- | -------------------- | ---------------- | --------- | ---------- | ---------- |
| 1     | У Дацзин             | Китай            | 39,800 WR | +0,000     | Q          |
| 2     | Хван Дэ Хон          | Республика Корея | 40,861    | +1,061     | Q          |
| 3     | Робертс Звейниекс    | Латвия           | 40,904    | +1,104     |            |
| 4     | Кэйта Ватанабэ       | Япония           | 41,354    | +1,554     |            |
| —     | Нурберген Жумагазиев | Казахстан        | DNF       | DNF        | DNF        |

#### Забег 3
| Место | Спортсмен        | Страна           | Время    | Отставание | Примечание |
| ----- | ---------------- | ---------------- | -------- | ---------- | ---------- |
| 1     | Самюэль Жирар    | Канада           | 40,477   | +0,000     | Q          |
| 2     | Рёсукэ Сакадзумэ | Япония           | 40,563   | +0,086     | Q          |
| 3     | Хань Тяньюй      | Китай            | 1:14,891 | +34,414    |            |
| 4     | Йи-Ра Со         | Республика Корея | 1:17,779 | +37,302    |            |

#### Забег 4
| Место | Спортсмен       | Страна           | Время  | Отставание | Примечание |
| ----- | --------------- | ---------------- | ------ | ---------- | ---------- |
| 1     | Лим Хё Джун     | Республика Корея | 40,400 | +0,000     | Q          |
| 2     | Дан Бреувсма    | Нидерланды       | 40,677 | +0,277     | Q          |
| 3     | Дилан Хогенверф | Нидерланды       | 41,007 | +0,607     |            |
| 4     | Абзал Ажгалиев  | Казахстан        | 41,616 | +1,216     | ADV        |
| —     | Шаоан Лю        | Венгрия          | PEN    | PEN        | PEN        |

### Полуфинал
В полуфинале участвуют 8 спортсменов, разделённые на 2 забега по 4 конькобежца в каждом. В финал A выходят по 2 лучших спортсмена из каждого забега, остальные конькобежцы отправляются в финал B.

#### Забег 1
| Место | Спортсмен         | Страна     | Время  | Отставание | Примечание |
| ----- | ----------------- | ---------- | ------ | ---------- | ---------- |
| 1     | У Дацзин          | Китай      | 40,087 | +0,000     | QA         |
| 2     | Самюэль Жирар     | Канада     | 40,185 | +0,098     | QA         |
| 3     | Шаолинь Шандор Лю | Венгрия    | 40,399 | +0,312     | QB         |
| 4     | Дан Бреувсма      | Нидерланды | 40,775 | +0,688     | QB         |
| 5     | Абзал Ажгалиев    | Казахстан  | 40,835 | +0,748     |            |

#### Забег 2
| Место | Спортсмен        | Страна           | Время  | Отставание | Примечание |
| ----- | ---------------- | ---------------- | ------ | ---------- | ---------- |
| 1     | Хван Дэ Хон      | Республика Корея | 40,108 | +0,000     | QA         |
| 2     | Лим Хё Джун      | Республика Корея | 40,132 | +0,024     | QA         |
| 3     | Жэнь Цзывэй      | Китай            | 40,418 | +0,310     | QB         |
| 4     | Рёсукэ Сакадзумэ | Япония           | 40,434 | +0,326     | QB         |

### Финал

#### Финал B
| Место | Спортсмен         | Страна     | Время  | Отставание | Примечание |
| ----- | ----------------- | ---------- | ------ | ---------- | ---------- |
| 1     | Шаолинь Шандор Лю | Венгрия    | 40,651 | +0,000     |            |
| 2     | Жэнь Цзывэй       | Китай      | 40,694 | +0,043     |            |
| 3     | Дан Бреувсма      | Нидерланды | 40,835 | +0,184     |            |
| 4     | Рёсукэ Сакадзумэ  | Япония     | 40,985 | +0,334     |            |

#### Финал A
| Место | Спортсмен     | Страна           | Время     | Отставание | Примечание |
| ----- | ------------- | ---------------- | --------- | ---------- | ---------- |
| 1     | У Дацзин      | Китай            | 39,584 WR | +0,000     |            |
| 2     | Хван Дэ Хон   | Республика Корея | 39,854    | +0,270     |            |
| 3     | Лим Хё Джун   | Республика Корея | 39,919    | +0,335     |            |
| 4     | Самюэль Жирар | Канада           | 39,987    | +0,403     |            |